# Трговина људима у Швајцарској
Швајцарска је ратификовала Протокол УН о трговини људима из 2000. у октобру 2006. године.
Швајцарска је 2011. године била првенствено дестинација и, у мањој мери, транзитна земља за жене којима се тргује из Бугарске, Словачке, Словеније, Украјине, Молдавије, Бразила, Доминиканске Републике, Тајланда, Камбоџе, Нигерије и Камеруна у сврху комерцијалне сексуална експлоатација. Швајцарске власти су приметиле пораст броја жена којима се тргује из источне Европе, посебно из Румуније, ради сексуалне експлоатације. Пријављени су и ограничени случајеви трговине људима у сврху кућног ропства и радне експлоатације.
Према извештају Владе САД о трговини људима из 2011. године, Швајцарска је оцењена у „Ниво 2“ за своје напоре против трговине људима, јер је у потпуности испунила међународне минималне захтеве, али је уложила „значајне напоре да то учини“. Међутим, извештај о трговини људима из 2014. године указује да је Швајцарска земља „Нивоа 1“, што указује да влада „у потпуности поштује минималне стандарде за елиминацију трговине људима“.
Канцеларија Стејт департмента за праћење и борбу против трговине људима ставила је земљу у „Ниво 1“ 2017. године. 2023. године је Швајцарска стављена у "Ниво 2".
Од 2019. до 2021. године, влада је идентификовала 295 жртава трговине људима. Већина су биле жене, а 8% су била деца.
Индекс организованог криминала је 2023. године приметио да земља није имала координисан план на савезном нивоу за борбу против трговине људима.

## Кривично гоњење
Влада Швајцарске је током 2008. године демонстрирала напоре за спровођење закона у борби против трговине људима. Швајцарска забрањује и трговину људима у сврху сексуалне експлоатације и трговину ради радне експлоатације према новом члану 182 швајцарског кривичног закона, који прописује казне до 20 година затвора, сразмерно казнама прописаним за друга тешка кривична дела, као што је силовање. Током извештајног периода, власти су спровеле најмање 28 истрага, у односу на 39 у 2006. години. Власти су пријавиле прелиминарне податке о најмање девет кривичних гоњења у 2007. години, у поређењу са 20 кривичних гоњења пријављених у 2006. години. Судови су известили да су осудили девет трговаца у 2007, у поређењу са 20 пријављених осуде у 2006. години. Од пријављених осуђених, један трговац људима је осуђен на 10 месеци затвора, а један трговац је осуђен на 2,5 године затвора. Преосталих седам трговаца осуђено је на условне казне или новчану казну и није одслужило затворску казну. Поређења ради, шест од 20 преступника трговине људима осуђених 2006. године наводно је добило казну од две до четири године затвора, док је 13 трговаца наводно било без казне, у затвору. Током године, Швајцарска федерална канцеларија полиције је реорганизовала и запослила ново особље како би повећала напоре у борби против трговине људима.

## Заштита
Влада је наставила да унапређује своје напоре у заштити жртава током 2008. године, У јануару 2008, нови швајцарски савезни закон је ступио на снагу, формализујући период од 30 дана за размишљање за жртве трговине људима и овлашћујући швајцарску савезну владу да помаже жртвама логистички и финансијски са репатријацију у своје земље порекла. У 2007. години, кантоналне имиграционе власти су понудиле 33 жртве трговине људима период од 30 дана за размишљање, у поређењу са 39 жртава у 2006. Шест жртава је добило краткорочне боравишне дозволе да остану у Швајцарској током трајања судског поступка против њихових трговаца људима, у поређењу са три у 2006. Четири жртве су добиле дугорочну боравишну дозволу на основу личних потешкоћа, у поређењу са три у 2006. Швајцарска влада је наставила да финансира невладине организације за пружање услуга помоћи жртвама и склоништа за жртве. У 2006. години, последњој години за коју су информације биле доступне, 80 жртава је добило помоћ коју је финансирала влада у поређењу са 126 жртава пријављених из претходне године. У 2006. години, најмање 65 жртава је помогло органима за спровођење закона сведочећи против својих трговаца људима. Десет од 26 кантона има формалну процедуру за идентификацију и упућивање жртава. Жртве нису кажњене за незаконите радње почињене као резултат трговине људима.

## Превенција
Швајцарска је наставила са својим превентивним напорима у 2007. години. Влада је поново финансирала невладине организације да спроводе кампање превенције у различитим земљама укључујући Камбоџу, Монголију, Мјанмар, Молдавију, Русију и Либан. Влада Швајцарске је обезбедила обуку за борбу против трговине људима за своје трупе које су биле распоређене у иностранству као међународне мировне снаге и задржала своју политику нулте толеранције у погледу било каквих дела сексуалне експлоатације које почине ово војно особље. Иако је Швајцарска гранична стража пратила обрасце миграције у потрази за доказима о трговини људима, власти су пријавиле потешкоће у идентификацији потенцијалних жртава на граничним прелазима. Влада је делимично финансирала кампању подизања свести јавности коју је водила невладина организација која је циљала мушке клијенте комерцијалног секса уочи Европског фудбалског купа у лето 2008. фодине. Током извештајног периода, један држављанин Швајцарске је оптужен да је путовао на Мадагаскар у сврху дечјег секс туризма. У другом случају, швајцарске власти су помогле камбоџанским званичницима у истрази над швајцарским држављанином који је касније осуђен за сексуалну експлоатацију деце у Камбоџи и на 11 година затвора.